# جومار گوارکوکو
جومار گوارکوکو (انگلیسی: Joemar Guarecuco؛ زادهٔ ۲۰ ژوئن ۱۹۹۴) بازیکن فوتبال اهل ونزوئلا است.
از باشگاه‌هایی که در آن بازی کرده‌است می‌توان به باشگاه فوتبال زنان اتلتیکو مادرید اشاره کرد.
وی همچنین در تیم‌های ملی فوتبال Venezuela women's national under-17 football team و Venezuela women's national football team بازی کرده‌است.